# Ulrike Himmelheber
Ulrike Himmelheber (* 9. Februar 1920 in Mannheim, geborene Ulrike Römer; † 2015) war eine deutsche Ethnologin.

## Leben
Ulrike Himmelheber wurde in Mannheim geboren. Ihr Vater war Oberbaurat der Stadt. Sie absolvierte eine Ausbildung als Sekretärin und arbeitete zunächst als Chefsekretärin. Im Jahr 1941 heiratete sie den Ingenieur Hermann Fischer (1911–1942) und bekam ihren ältesten Sohn, Eberhard Fischer. Im Jahr 1944 heiratete sie den Völkerkundler Hans Himmelheber. Mit ihm bekam sie 1946 eine Tochter, Susanne Himmelheber, und 1953 einen weiteren Sohn, Martin Himmelheber. Eberhard Fischer und dessen Tochter Anjali Fischer wurden ebenfalls Ethnologen wie auch Susanne Himmelhebers Tochter Clara Mayer-Himmelheber.

## Beruf
Ulrike und Hans Himmelheber bildeten ein ethnologisches Forschungsteam. Sie reisten fünf Mal gemeinsam für Feldforschungen nach Afrika, werteten ihre Feldnotizen gemeinsam aus, lasen gegenseitig Korrektur ihrer wissenschaftlichen Manuskripte und publizierten mehrfach gemeinsam. Ihr Forschungsgebiet waren die in Liberia und der Elfenbeinküste lebenden Yakuba-Dan und Krahn. Das Buch Die Dan, ein Bauernvolk im westafrikanischen Urwald, das sie 1958 gemeinsam veröffentlichten, gilt als Standardmonografie.
Damals noch ungewöhnlich, setzten die Himmelhebers Ton- und Filmaufnahmen als Forschungs- und Dokumentationsmittel ein. Ihre Informanten nannten sie namentlich und reflektierten die Interviewsituationen und die ethnographische Interaktion.

## Publikationen (Auswahl)
- 1957: Schwarze Schwester: Von Mensch zu Mensch in Afrika. Schünemann
- 1958: Zonder muziek waren wij slaven. Leven en liefde onder de negers. Uitg. Het Wereldvenster
- 1958 mit Hans Himmelheber: Die Dan, ein Bauernvolk im westafrikanischen Urwald. Kohlhammer
- 1970 mit Hans Himmelheber: Negerschicksale. Berichte der Dan in Liberia.
- 1975 mit Hans Himmelheber: Guss einer Metallmaske bei den Senufo, Elfenbeinküste. In: Abhandlungen und Berichte des Staatlichen Museums für Völkerkunde Dresden.
- 1993 mit Hans Himmelheber, Eberhard und Barbara Fischer: Boti, ein Maskenschnitzer der Guro Elfenbeinküste: Notizen zu Persönlichkeit, Werkverfahren und Stil eines traditionellen Bildhauers in Westafrika. Museum Rietberg, 1993. ISBN 3-907070-45-3